# 谷正之
谷正之（1889年2月9日—1962年10月26日）是日本外交官，甲级战犯嫌疑人。

## 生平
1889年出生于日本熊本县上益城郡饭野村櫛島（现益城町），毕业于东京大学法科政治学科。1913年进入日本外務省。1935年担任日本驻奥地利大使和匈牙利大使。1939年担任外務次官，1942年担任東条内閣外務大臣，情报局总裁。1943年担任大日本帝国驻中华民国（汪精卫政权）大使，1956年担任日本驻美国大使。

## 荣誉
- 1920年9月7日获得勲五等双光旭日章。[3]
- 1942年8月19日获得勲一等瑞宝章。[4]